# شاهزاده خوشحال
شاهزاده خوشحال (انگلیسی: The Happy Prince) یک فیلم در ژانر درام و زندگی‌نامه‌ای به کارگردانی روپرت اورت است که در سال ۲۰۱۸ منتشر شد. این فیلم پیرامون زندگی اسکار وایلد و نام فیلم نیز برگرفته از یکی از کتاب‌های وایلد است که مجموعه‌ای از قصه‌های مناسب کودکان در آن نوشته‌شده‌است.

## بازیگران
- روپرت اورت
- کالین فرث
- کالین مورگان
- امیلی واتسون
- تام ویلکینسون
- آنا چنسلر
- بئاتریس دال
- جولین وادهام
- جان استندینگ
- جاشوآ مک‌گوایر
- بنجامین ویسین